# Elsa Maria Schiller
Elsa Maria Schiller (* auch Elsa Schiller, 18. Oktober 1897 in Baden, Erzherzogtum Österreich unter der Enns; † 27. November 1974 in München) war eine österreichische Pianistin, Rundfunkmitarbeiterin und Schallplattenproduzentin.

## Leben und Werk
Elsa Maria Schiller wuchs in einer jüdischen Familie während der Habsburgermonarchie auf. Sie studierte ab 1908 an der Musikhochschule in Budapest Klavier bei Ernst von Dohnányi und bei Zoltán Kodály sowie Kammermusik und Theorie bei Leo Weiner. Dort machte sie 1921 ihr Abschlussdiplom. Es folgten weitere Studien bei Emil von Sauer in Dresden. Nach ihrem Studium konzertierte sie zunächst als Solistin und Liedbegleiterin in ganz Europa.
Während der Zeit des  Nationalsozialismus unterlag Elsa Maria Schiller im Zusammenhang mit den Massenausschlüssen von Musikern jüdischer Herkunft an ihrem Wohnort Berlin de facto einem Berufsverbot. Zudem wurde ihr die Unterrichtserlaubnis als Musiklehrerin entzogen. Im November 1943 wurde sie durch die Gestapo verhaftet. Am 15. November 1943 wurde sie in das Ghetto Theresienstadt deportiert. Sie wirkte dort bei der sogenannten „Freizeitgestaltung“ mit, in der sie Sonaten von Wolfgang Amadeus Mozart und die Winterreise Franz Schuberts an „bunten Abenden“ aufführte. Sie verblieb bis Kriegsende im Lager. Nach der Befreiung arbeitete sie für kurze Zeit im Rückwandererbüro des ehemaligen Ghettos mit. Im Sommer 1945 kehrte sie in ihre ehemalige Wahlheimat Berlin zurück.
1947 übernahm sie die Leitung der Abteilung „Ernste Musik“ beim RIAS Berlin. 1949 wurde sie dort Hauptabteilungsleiterin. 1955 wurde sie Produktionsleiterin der Deutschen Grammophon in Hannover. 1959 wurde sie Programmdirektorin der „E-Musik“ bei demselben Unternehmen. In dieser Zeit verpflichtete sie Lorin Maazel und Herbert von Karajan für die Deutsche Grammophon. 1959 produzierte sie im Brahms-Saal des Wiener Musikvereins eine Aufnahme aller Violinsonaten von Ludwig von Beethoven mit Wolfgang Schneiderhan und Carl Seemann auf vier Langspielplatten. Mit Herbert von Karajan entstanden in den Jahren 1961 bis unter Schillers Leitung zu Produktionskosten von 1,5 Mio. DM acht LPs mit Beethovens Sinfonien, die in der Berliner Jesus-Christus-Kirche Dahlem von Toningenieur Günter Hermanns aufgenommen wurden.
Elsa Maria Schiller verließ 1965 die Deutsche Grammophon und zog schließlich nach Hof bei Salzburg. Sie verbrachte ihre letzten Lebensjahre während der Sommermonate in ihrem dortigen Haus und wohnte während der Wintermonate in München. Elsa Schiller starb am 27. November 1974 in München. Sie wurde auf dem Kommunalfriedhof in Salzburg beigesetzt.